# Гірке (Україна)
Гірке́ — село в Україні, у Воздвижівській сільській громаді Пологівського району Запорізької області. Населення становить 68 осіб (2001). До 2017 року орган місцевого самоврядування — Воздвижівська сільська рада.

## Географія
Село Гірке розташоване за 102 км від обласного центру, 41 км від районного центру та 18 км адміністративного центру сільської громади, на одному з витоків річки Верхня Терса, на відстані 2,5 км від села Верхня Терса. Найближча залізнична станція — Гуляйполе (за 10 км).

## Історія
7 (20) листопада 1917 року, відповідно до Третього Універсалу Української Центральної Ради, увійшло до складу Української Народної Республіки.
11 квітня 2017 року, в ході децентралізації, Воздвижівська сільська рада об'єднана із Воздвижівською сільською громадою.
19 липня 2020 року, в результаті адміністративно-територіальної реформи та ліквідації Гуляйпільського району, село увійшло до складу новоутвореного Пологівського району.

## Населення
Відповідно з переписом УРСР 1989 року чисельність наявного населення села становила 92 особи, з яких 31 чоловік та 61 жінка.
За переписом населення України 2001 року в селі мешкало 67 осіб.

## Мова
Розподіл населення за рідною мовою за даними перепису 2001 року:
| Мова       | Відсоток |
| ---------- | -------- |
| українська | 98,53 %  |
| російська  | 1,47 %   |

## Особистість
- Лісін Олексій Васильович (1990—2020) — військовослужбовець 93-ї ОМБр Збройних сил України, учасник російсько-української війни[6][7].